# Jeremej Parnov
Jeremej Ioedovitsj Parnov (Russisch: Еремей Иудович Парнов) (Charkov, 20 oktober 1935 - Moskou, 18 maart 2009) was een Russisch schrijver. Hij werkte als chemisch ingenieur en als beroepsjournalist. Parnov is de auteur van verschillende populairwetenschappelijke werken als Fantastika v vek NTR en Zerkalo Oerani en van sciencefiction. Hij schreef ook talloze artikels, sketches en essays.

## Geschreven samen met Michail Jemtsev
Verhalenbundels
- Oeravnenieje s Blednogo Neptoena - De vergelijking met de bleke Neptunus (1964)
- Padenieje sverchnovoj - De val van de supernova (1964)
- Posledneje poetesjestvieje polkovnika Fosetta - De laatste reis van colonel Fossett (1965)
- Zeljonaja krevetka - Groene garnaal (1966)
- Tri kvarka - Drie quarks (1969)
- Jarmarka tenej- Marktschimmen (1968)

Romans
- Doesja Mira - (Engels: World Soul; wereldziel)
- More Diraka - De Diraczee (1967)
- Klotsjia tmi na igle vremeni - Schaduwplekken op de naald van de tijd (1970)